# Kellostapuli
Kellostapuli är en kulle i Finland. Den ligger i Kolari kommun i landskapet Lappland, i den norra delen av landet, 800 km norr om huvudstaden Helsingfors. Toppen på Kellostapuli är 443 meter över havet. Kellostapuli ingår i Malmivaarat.
Terrängen runt Kellostapuli är platt åt nordost, men åt sydväst är den kuperad.  Trakten runt Kellostapuli är nära nog obefolkad, med mindre än två invånare per kvadratkilometer. Närmaste större samhälle är Äkäslompolo, 4,8 km nordväst om Kellostapuli. Trakten runt Kellostapuli består i huvudsak av gräsmarker.